# Wirtschafts- und Sozialwissenschaftliches Institut

Logo des Wirtschafts- und Sozialwissenschaftliches Institut – WSI

Das Wirtschafts- und Sozialwissenschaftliche Institut (WSI) ist ein gewerkschaftsnahes Forschungsinstitut mit Sitz in Düsseldorf. Es geht zurück auf das 1946 gegründete Wirtschafts-Wissenschaftliche Institut (WWI) und wurde 1972 umbenannt. Seit 1995 ist es in die Hans-Böckler-Stiftung eingegliedert.

## Forschungsfelder
Das Arbeitsfeld umfasst Strukturfragen von Wirtschaft und Arbeitsmarkt ebenso wie Fragen der Verteilung und der sozialen Sicherung sowie der Arbeitsbeziehungen und der Tarifpolitik. Das Institut erarbeitet wirtschafts- und sozialwissenschaftlich fundierte Vorschläge zur Bewältigung gesellschaftlicher Probleme. Forschungsergebnisse und Konzepte werden der Öffentlichkeit, der Politik und der Wissenschaft vorgestellt. Die Forschungsarbeiten des WSI erfolgen in enger Kooperation mit dem Institut für Makroökonomie und Konjunkturforschung (IMK) in der Hans-Böckler-Stiftung. Das WSI publiziert als wissenschaftliche Zeitschrift die sechsmal im Jahr erscheinenden WSI-Mitteilungen und veröffentlicht einmal pro Jahr die deutsche Arbeitskampfbilanz des Vorjahres.

## WSI-Tarifarchiv
Das WSI-Tarifarchiv ist die zentrale Dokumentationsstelle der gewerkschaftlichen Tarifpolitik.
Es wirkt darüber hinaus durch wissenschaftliche Beiträge meinungsbildend in die öffentliche Debatte um die Tarifpolitik hinein. Das Tarifarchiv berichtet regelmäßig über das
aktuelle Tarifgeschehen in Deutschland, es führt eine umfassende tarifbezogene Verdienst-, Arbeitszeit- und Beschäftigtenstatistik, es beobachtet neue Trends der Rahmen- und Manteltarifpolitik
und analysiert entsprechende tarifliche Regelungen. Es erstellt ferner regelmäßig einen europäischen Tarifbericht. Das WSI-Tarifarchiv führt das Projekt Lohnspiegel durch: Auf der Website www.lohnspiegel.de wird ein Online-Gehaltscheck angeboten, der über tatsächlich gezahlte Löhne und Gehälter in über 500 Berufen informiert.

## WSI-Mitteilungen
Die WSI-Mitteilungen sind die Zeitschrift des WSI. Sie sind eine wissenschaftliche Fachzeitschrift mit politik- und praxisorientierter Ausrichtung. Die WSI-Mitteilungen informieren über neue wissenschaftliche Erkenntnisse im Themenspektrum „Arbeit – Wirtschaft – Soziales“.
Regelmäßig behandelte Themen sind:
- Arbeitsmarkt-, Sozial- und Verteilungspolitik
- Arbeitspolitik
- Arbeitsbeziehungen und Tarifpolitik
- Qualifizierungspolitik
- Gender- und Gleichstellungspolitik
- Makroökonomie, Konjunktur- und Finanzpolitik
- Europäische Integration und Globalisierung

Über das Online-Archiv stehen Zusammenfassungen aller Aufsätze bereit. Ausgewählte Beiträge können im Volltext gelesen werden.

## Personen
Wissenschaftliche Direktorin des Instituts ist seit dem 1. Mai 2020 Bettina Kohlrausch. Sie ist Professorin für „Gesellschaftliche Transformation und Digitalisierung“ an der Universität Paderborn.
Chefredakteurin der WSI-Mitteilungen ist seit 2023 die Soziologin Dr. Claudia Czingon. Im WSI arbeiten dauerhaft 17 Wissenschaftler und eine Reihe weiterer wissenschaftlicher Projektmitarbeiter.

## Belege
1. ↑  Hans-Böckler-Stiftung: Professor Bettina Kohlrausch neue Wissenschaftliche Direktorin des WSI. Pressemitteilung, 29. April 2020 (abgerufen am 4. Mai 2020)
2. ↑  Webseite Prof. Dr. Bettina Kohlrausch an der Universität Paderborn